# Сакаї Тадацугу
Сакаї Тадацугу (яп. 酒井 忠次; 1527 — 17 грудня 1596) — японський військовик, даймьо періоду Сенґоку. Голова роду Сакаї. Разом з Ії Наомаса, Сакікабара Ясумаса і Хонда Тадакацу входив до числа так званих «Чотирьох Небесних Королів Токуґава Ієясу».

### Життєпис
Походив з роду Сакаї, що з провінції Мікава. Замолоду став служити Мацудайра Хіротада, батькові майбутнього сьоґуна Токуґава Іеясу. Після розриву Іеясу з кланом Імагава в 1560 році Тадацугу, затятий прихильник розриву, отримав командування над замком Йосіда, який контролював прибережну дорогу з Тотомі в Мікава.
В Битва при Мікатаґахара 1573 року охороняв правий фланг військ Токуґава, навіть коли загони, послані Ода Нобунага, розбіглися від військ Такеда. У битві при Нагасіно він отримав дозвіл зробити нічну атаку на табір Такеда, яку він блискуче і провів разом з Канаморі Нагатіка. Під час кампанії Комакі йому було доручено затримати наступ військ Тоєтомі під командуванням Морі Нагайосі проти замку Кійосі, і йому це вдалося.
У 1579 році під час дипломатичного візиту до Ода Нобунага, Тадацугу зіткнувся з підозрами про змову сина Іеясу — Нобуясу — проти Ода, він не зробив навіть спроби спростувати звинувачення, а пізніше Нобуясу наказали зробити сеппуку.
У кампанії Одавара 1590 року він супроводжував Токуґава Хідетада, який був заручником у Тойотомі Хідейосі, до Кіото. Після переїзду Токугава в Канто, Тадацугу отримав володіння у Такасакі (провінція Кодзуке) з доходом в 50 000 коку рису. Незабаром після цього передав володіння синові, а сам перебрався до столиці держави. тут з час став ченцем. Помер у 1596 році в Кіото.